# Наумов, Ристе
Ри́сте Нау́мов (макед. Ристе Наумов; 14 апреля 1981, Штип) — македонский футболист, игравший на позиции нападающего.

## Клубная карьера
Начинал свою футбольную карьеру в родном городе Штип в клубе «Брегалница».
В сезоне 2000/01 дебютировал в профессиональном футболе за «Цементарницу» в чемпионате Македонии. В Кубке Македонии в 1/8 финала отличился забитым мячом в ворота «Пелистер». По ходу турнира команда дошла до финала, где уступила «Победе» (1:3). В следующем сезоне 2001/02 «Цементарница» заняла третье место в чемпионате и получила право участвовать в еврокубках в Кубке Интертото. Летом 2002 года участвовал в Кубке Интертото в двух играх против исландского «Хабнарфьордюр». По сумме двух матчей македонцы уступили со счётом (3:4), Ристе Наумов в одном из матчей отметился забитым голом.
В Кубке Македонии 2002/03, в 1/16 финала Наумов отличился двумя забитыми голами в ворота клуба «Воска», игра закончилась со счётом (3:1). В четвертьфинале, в первой игре против «Локомотива» из Скопье Ристе Наумов забил четыре мяча. В финале «Цементарница» победила команду «Слога Югомагнат» (4:4 основное время, 3:2 по пенальти). Летом 2003 года провёл четыре игры в Кубке УЕФА, в предварительном раунде. «Цементарница» обыграла польское «Катовице» (1:1 по сумме двух матчей македонцы прошли дальше благодаря голу на выезде), а в следующем раунде команда уступила французскому «Лансу» (0:6).
Зимой 2004 года стал игроком «Вардара». В игре против «Брегалницы» Наумов отличился четырьмя забитыми мячами. По итогам сезона «Вардар» занял третье место в чемпионате. Летом 2005 года принял участие в четырёх играх квалификации Кубка УЕФА, где отметился голом в ворота бухарестского «Рапида». В сезоне 2005/06 «Вардар» вновь стал бронзовым призёром чемпионата.
В начале 2007 года подписал контракт с кипрской «Омонией». Спустя год стал игроком другого кипрского клуба — «Этникос». Летом 2008 года перешёл в чешскую «Викторию Жижков». Команда по итогам сезона заняла последнее место и вылетела из чемпионата Чехии. Наумов в этом сезоне стал лучшим бомбардиром команды с 10 забитыми мячами.
Летом 2009 года стал игроком пражской «Славии». Нападающий принял участие в групповом этапе Лиги Европы, где отметился голом в ворота испанской «Валенсии». Чешская команда заняла последнее четвёртое место в группе и вылетела из турнира. 13 марта 2010 года в игре против «Теплице» в столкновении с Мартином Кляйном македонец получил травму правой ноги. В связи с травмой он не играл на протяжении более чем полугода.
В начале 2012 года проходил просмотр в «Динамо» из Ческе-Будеёвице, однако в итоге он подписал контракт со словацким «Спартаком» из Трнавы, которую покинул в конце марта того же года из-за отсутствия визы. Летом 2010 года Наумов вернулся на родину, став игроком «Брегалницы», где на протяжении двух лет являлся игроком основного состава. После чего перешёл в мальдивский клуб «Мазия СРК», вместе с которым стал победителем Кубка страны. Спустя полгода стал игроком мьянманского «Иравади Юнайтед», где тренером был его соотечественник Марьян Секуловский. Вместе с командой дошёл до 1/8 финала Кубка АФК, где забил 8 голов и вместе с австралийцем Даниэлем МакБрином стал лучшим бомбардиром турнира. Данное достижение позволило ему войти в список 50 лучших бомбардиров международных клубных соревнований 2015 года, что стало первым подобным результатом для футболистов из Македонии. Также он стал победителем General Aung San Shield и MFF Charity Cup. В чемпионате стал автором 14 мячей в 14 матчах.
В начале 2016 года перешёл в «Брегалницу», где отыграл до конца сезона. Летом 2016 года македонец перешёл в мальдивский «Клаб Иглз». С командой стал победителем Кубка президента Мальдив. В январе 2017 года Наумов вновь вернулся в «Брегалницу». Команда по итогам сезона 2016/17 заняла предпоследнее девятое место и вылетела из чемпионата Македонии.

## Карьера в сборной
Выступал за юношескую сборную Македонии до 19 лет и молодёжную сборную до 21 года. В ноябре 2005 года под руководством Мирсада Йонуза принимал участие в международном турнире в Тегерне в составе второй сборной Македонии. Македония дошла до финала, где уступила Парагваю (0:1).

## Достижения
«Цементарница»
- Бронзовый призёр чемпионата Македонии (1): 2001/02
- Обладатель Кубка Македонии (1): 2002/03
- Финалист Кубка Македонии (1): 2000/01

«Вардар»
- Бронзовый призёр чемпионата Македонии (2): 2003/04, 2005/06

«Клаб Иглз»
- Обладатель Кубка президента Мальдив (1): 2016

## Личная жизнь
В 2009 году его жены родилась дочь Леа.